# Sagacité d'Aspasie
Sagacité d'Aspasie est une nouvelle d'Auguste de Villiers de L'Isle-Adam qui parut pour la première fois dans Le Monde militaire le 9 décembre 1883.

## Résumé
Pour préserver le nom d'Alcibiade des naufrages de l'Oubli, Aspasie, son amante, a coupé la queue de son chien...

## Texte
Sagacité d’Aspasie (lire sur Wikisource)

## Éditions
- Le Monde militaire hebdomadaire, édition du 9 décembre 1883.
- La Journée, édition du 2 décembre 1885.